# Srđan Dizdarević
Srđan Dizdarević (Sarajevo, 29. septembar 1952 — Sarajevo, 16. februar 2016) bio je bosanskohercegovački novinar i diplomata te dugogodišnji predsednik Helsinškog komiteta za ljudska prava BiH (funkcija koju je obavljao devet godina; 2014. godine je podneo ostavku).

## Biografija
Tokom radnog veka bio je član Izvršnog komiteta Međunarodne helsinške federacije, član Alternativnog Veća ministara na funkciji ministra spoljnih poslova, direktor i glavni urednik Dečje i omladinske štampe 1978. godine, pomoćnik glavnog i odgovornog urednika Oslobođenja od 1987. do 1991. godine, te prvi sekretar ambasade bivše Jugoslavije u Parizu. Po izbijanju Rata u Bosni i Hercegovini, vratio se u Sarajevo. Diplomirao je 1976. godine na Filozofskom fakultetu u Sarajevu. Studirao je i političke nauke u Parizu, a desetak godina profesionalno se bavio novinarstvom. Potiče iz čuvene diplomatske porodice trojice braće Dizdarevića: njegov otac zove se Nijaz i nekadašnji je ambasador u Bagdadu, Alžiru i Parizu; stric mu se zove Faik i dugogodišnji je ambasador u Teheranu, Alžiru i Madridu; drugi stric je Raif Dizdarević i bivši je ministar spoljnih poslova i predsednik Predsedništva nekadašnje Jugoslavije.
Za prvog predsednika Helsinškog komiteta za ljudska prava u BiH izabran je 1995. godine, a iste godine biva izabran i za člana Asocijacije nezavisnih intelektualaca „Krug 99”. Odlukom Visokog predstavnika za BiH, 1998. godine imenovan je u Radnu grupu za izradu Stalnog izbornog zakona.

### Diplomatska karijera
Posle smrti Tita, pošto mu prezime postaje biti odgovornost, Dizdarević teži odlasku u inostranstvo. Kao savršen frankofon, od 1987. do 1991. godine radi u Stranoj službi Jugoslavije kao prvi sekretar Ambasade Jugoslavije u Parizu, sve do dana kada izjavljuje da je „postalo nemoguće raditi za ambasadu Velike Srbije”.

### U Sarajevu tokom opsade
U Sarajevo se vraća 2. aprila 1992. godine, četiri dana pre početka rata. Boravio je u gradu tokom trogodišnje opsade, odbijajući sve ponude da ga napusti (sledi izjava za Libération): „... postojali su momenti u kojima sam mislio da je Sarajevo imalo samo jednopostotnu šansu da preživi. Ali ta je jedina šansa bila dovoljna.”

### Aktivista za ljudska prava
Posle Bosanskog rata, 1995. godine Srđan Dizdarević se uključuje u inicijative građanskog društva. Zapamćen je kao „prominentan branilac ljudskih prava i sloboda u BiH, oštar kritičar kriminala i korupcije te odlučan zagovornik mira i koegzistencije”.
Za srpski dnevni časopis Naša borba je 1997. godine izjavio:
| „ | Dejtonski sporazum ne priznaje nikakvu alternativu. To je zbog čega moramo da okupimo sve ne-nacionalističke snage, pošto su one jedine koje mogu da osiguraju izgradnju normalne Bosne i Hercegovine. | ” |

2005. godine je napisao:
| „ | Nacionalističke partije blokiraju svu evoluciju zemlje, u strahu od gubitka moći. Religijski autoriteti ih podržavaju, a oni koji se suprotstavljaju nacionalizmu, građansko društvo u nastajanju, još uvek nemaju dovoljno težine da bi se njihov glas čuo. (...) Ne postoji demokratija u Bosni i Hercegovini, čak ni na konstitucionalnom nivou, jer stanovnici zemlje se ne smatraju građanima već članovima predodređene etničke zajednice. | ” |

Posle angažovanja za građansku i nenacionalističku Bosnu i Hercegovinu, zajedno sa režiserom Danisom Tanovićem je 2008. godine učestvovao u pokretanju Naše stranke, koja je nesumnjivo ostala na marginama na izborima koji su predstojali.

### Smrt
Srđan Dizdarević je preminuo u Sarajevu, 16. februara 2016. godine u 63. godini života. Uzrok smrti nije objavljen, ali navodi se da je nastupila nakon teške bolesti.

## Spoljašnje veze
- (језик: француски)
- (језик: француски) Intervju na Arte TV-u[мртва веза]